# لورين لونغ
لورين لونغ (بالإنجليزية: Loren Long)‏ هو كاتب أمريكي، ولد في 1964.

## وصلات خارجية
- الموقع الرسمي